# Help! (bài hát)
"Help!" là bài hát của The Beatles trở thành tên của bộ phim và bản soundtrack vào năm 1965. Ca khúc được phát hành dưới dạng đĩa đơn và đứng đầu tại Mỹ và Anh cùng trong 3 tuần.
"Help!" được viết bởi John Lennon, song vẫn được ghi cho Lennon-McCartney. Trong bài phỏng vấn trên tạp chí Playboy vào năm 1964, Paul McCartney nói nhan đề của ca khúc phản ánh "đỉnh điểm của sự chán chường". Năm 2004, "Help!" được tạp chí Rolling Stone xếp ở vị trí số 29 trong danh sách "500 ca khúc vĩ đại nhất mọi thời đại".

## Thành phần tham gia sản xuất
- John Lennon – hát chính, guitar acoustic 12-dây, hát bè.
- Paul McCartney – bass, hát nền.
- George Harrison – lead guitar, hát nền.
- Ringo Starr – trống, sắc-xô.

## Xếp hạng
| Bảng xếp hạng (1965)                     | Vị trí cao nhát |
| ---------------------------------------- | --------------- |
| Áo (Ö3 Austria Top 40)                   | 5               |
| Canada (RPM Singles Chart)               | 1               |
| Đức (GfK)                                | 2               |
| Ireland (Irish Singles Chart)            | 1               |
| Hà Lan (Dutch Top 40)                    | 1               |
| Na Uy (VG-lista)                         | 1               |
| UK singles (The Official Charts Company) | 1               |
| US Billboard Hot 100                     | 1               |

| Bảng xếp hạng (1976)                     | Vị trí cao nhất |
| ---------------------------------------- | --------------- |
| UK singles (The Official Charts Company) | 37              |